# Notre-Dame (Saint-Thégonnec)

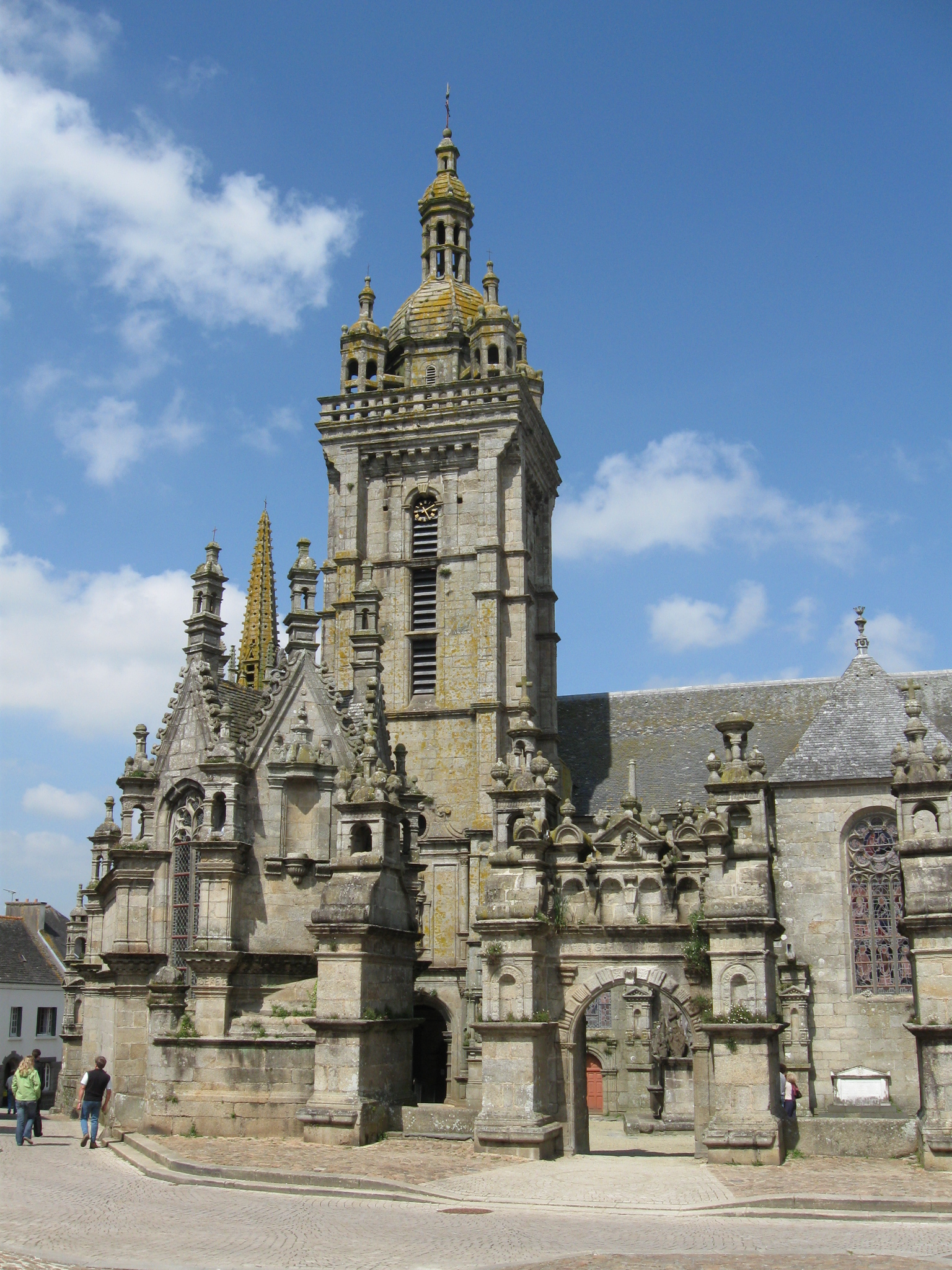
Pfarrkirche Notre-Dame

Die katholische Pfarrkirche Notre-Dame in Saint-Thégonnec, einem Ort in der Gemeinde Saint-Thégonnec Loc-Eguiner im Département Finistère in der französischen Region Bretagne, wurde in der zweiten Hälfte des 16. Jahrhunderts begonnen und im 17. Jahrhundert vollendet. Die Kirche ist zu Ehren Unserer Lieben Frau sowie demsheiligen Thégonnec, einem legendären bretonischen Heiligen als Nebenpatron geweiht. In der Kirche ist eine reiche Ausstattung aus dem 17. und 18. Jahrhundert erhalten. Im Jahr 1886 wurde die Kirche, die zu einem Umfriedeten Pfarrbezirk mit Umfassungsmauer, Triumphtor, Calvaire und Beinhäusern gehört, als Monument historique in die Liste der Baudenkmäler (Base Mérimée) in Frankreich aufgenommen.

## Geschichte
Der im Jahr 1563 begonnene Kirchenbau wurde im 17. Jahrhundert wesentlich vergrößert. In der Mitte des 17. Jahrhunderts erneuerte man die Seitenschiffe, in den Jahren 1667 bis 1669 wurde der alte Chor  abgebrochen und das Schiff nach Osten verlängert. Ende des 17. Jahrhunderts wurde die Sakristei an die Nordseite des Chors angefügt. Zu Beginn des 18. Jahrhunderts erhöhte man das Schiff und es wurden größere Fenster eingebaut. 1730 erhielt der Chor eine neue Ausstattung. Bei einem Brand im Jahr 1998 wurde die Kirche schwer beschädigt.

## Architektur

### Vorhalle

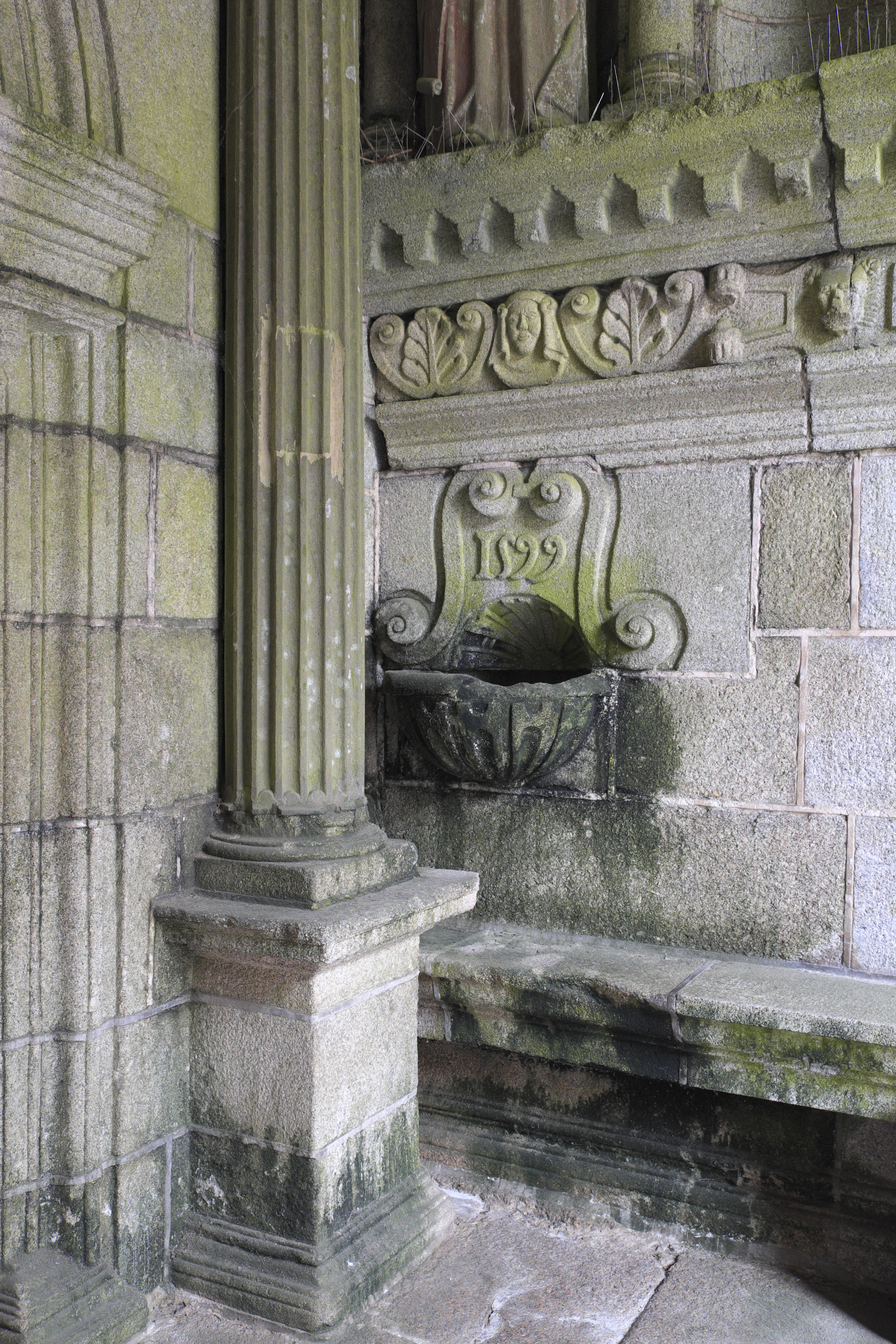
Weihwasserbecken

Im Jahr 1599 errichtete man an der Südseite der Kirche die Vorhalle und den darüber aufragenden Glockenturm. Das äußere Portal der Vorhalle wird von kannelierten, mit Ringen umgebenen Säulen gerahmt. Auf beiden Seiten der Vorhalle verlaufen Steinbänke, in den Wänden sind auf jeder Seite sechs Nischen vertieft, die von Balustraden bekrönt werden. Allerdings sind nur noch die jeweils äußeren Nischen mit Apostelfiguren besetzt. An der Westseite sieht man die Apostel Jakobus mit dem Pilgerstab und Thomas mit dem Winkel, an der Ostseite die Apostel Johannes mit Kelch und Schlange und Petrus mit dem Schlüssel. Unter den Apostelfiguren sind Reliefs mit Köpfen und ornamentalen Darstellungen skulptiert. Vor dem inneren Portal der Vorhalle ist ein Weihwasserbecken an die Wand angebracht, über dem die Jahreszahl 1599 eingemeißelt ist.

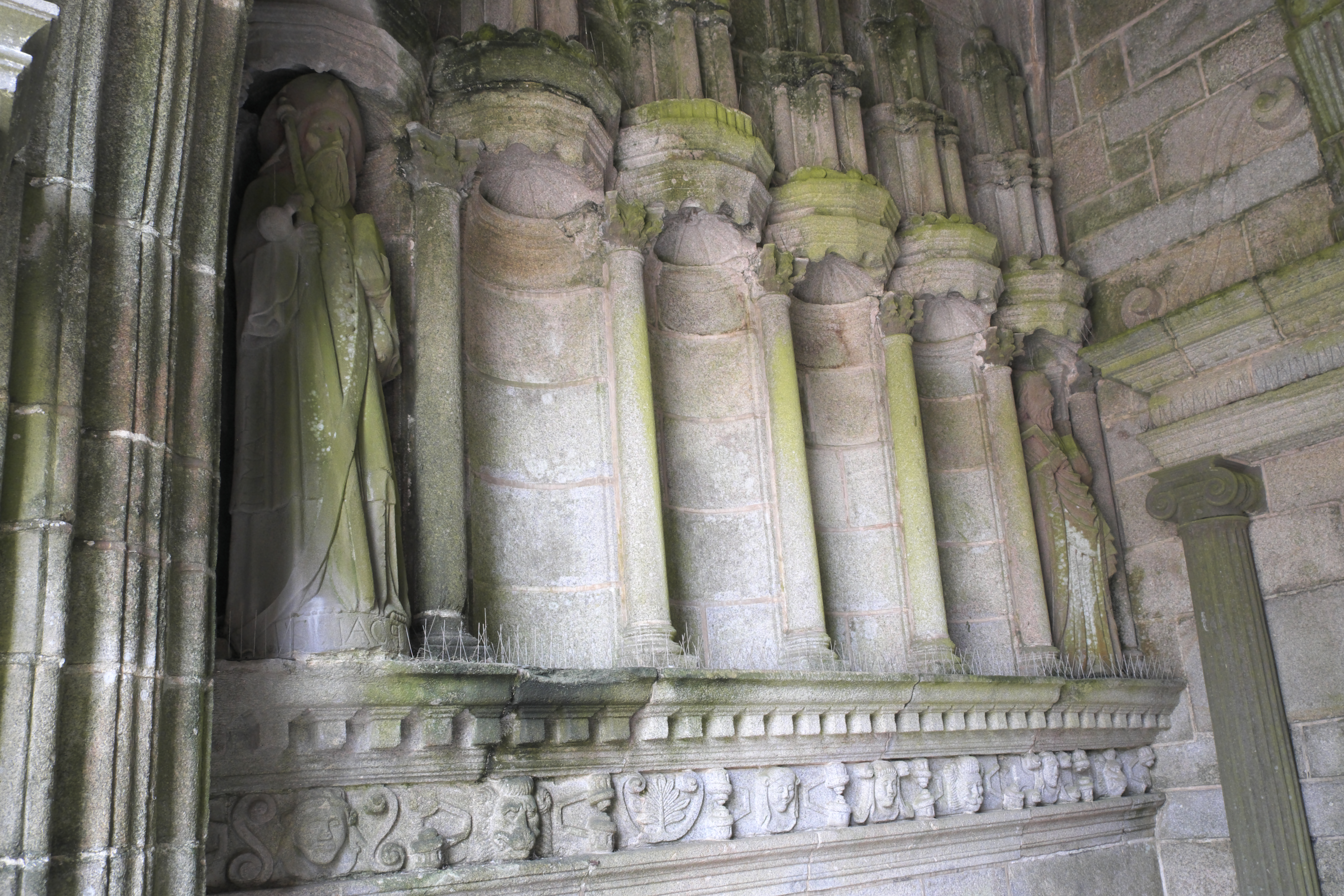
Apostel Jakobus und Thomas
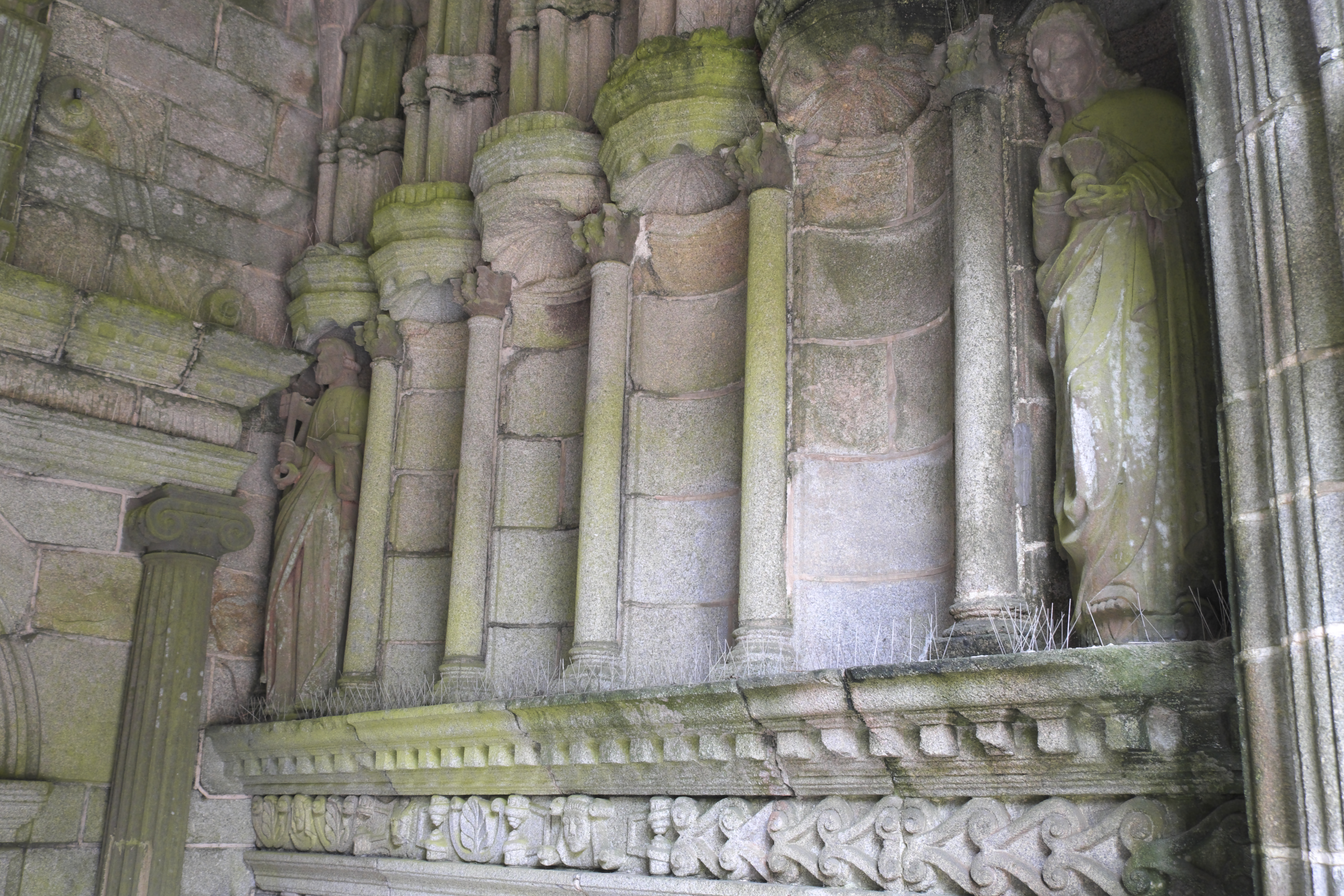
Apostel Petrus und Johannes
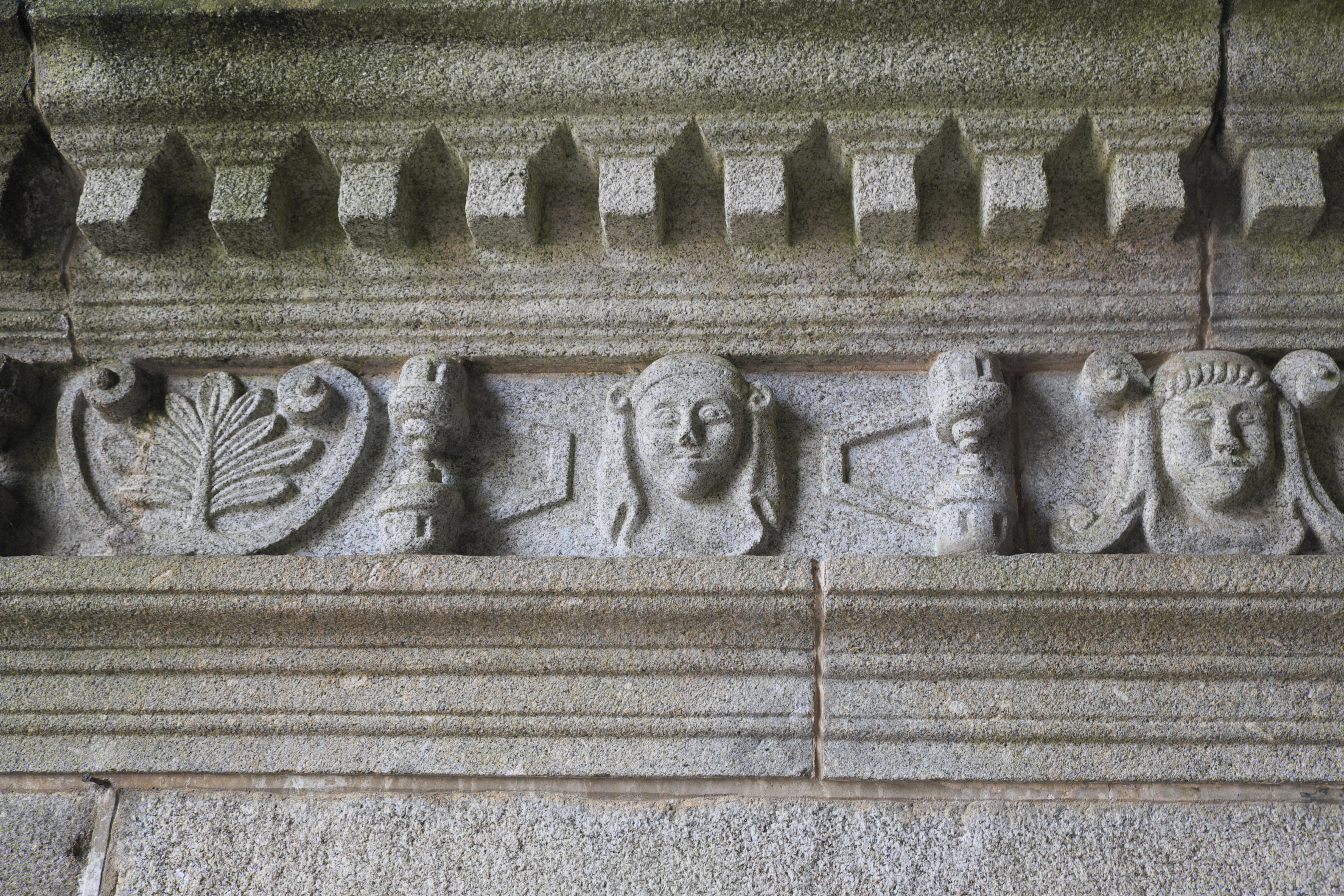
Reliefs

### Innenraum
Das dreischiffige Langhaus ist in fünf Joche gegliedert. Durch die an das Langhaus angebauten Kapellen entsteht der Eindruck eines Querhauses.

## Ausstattung

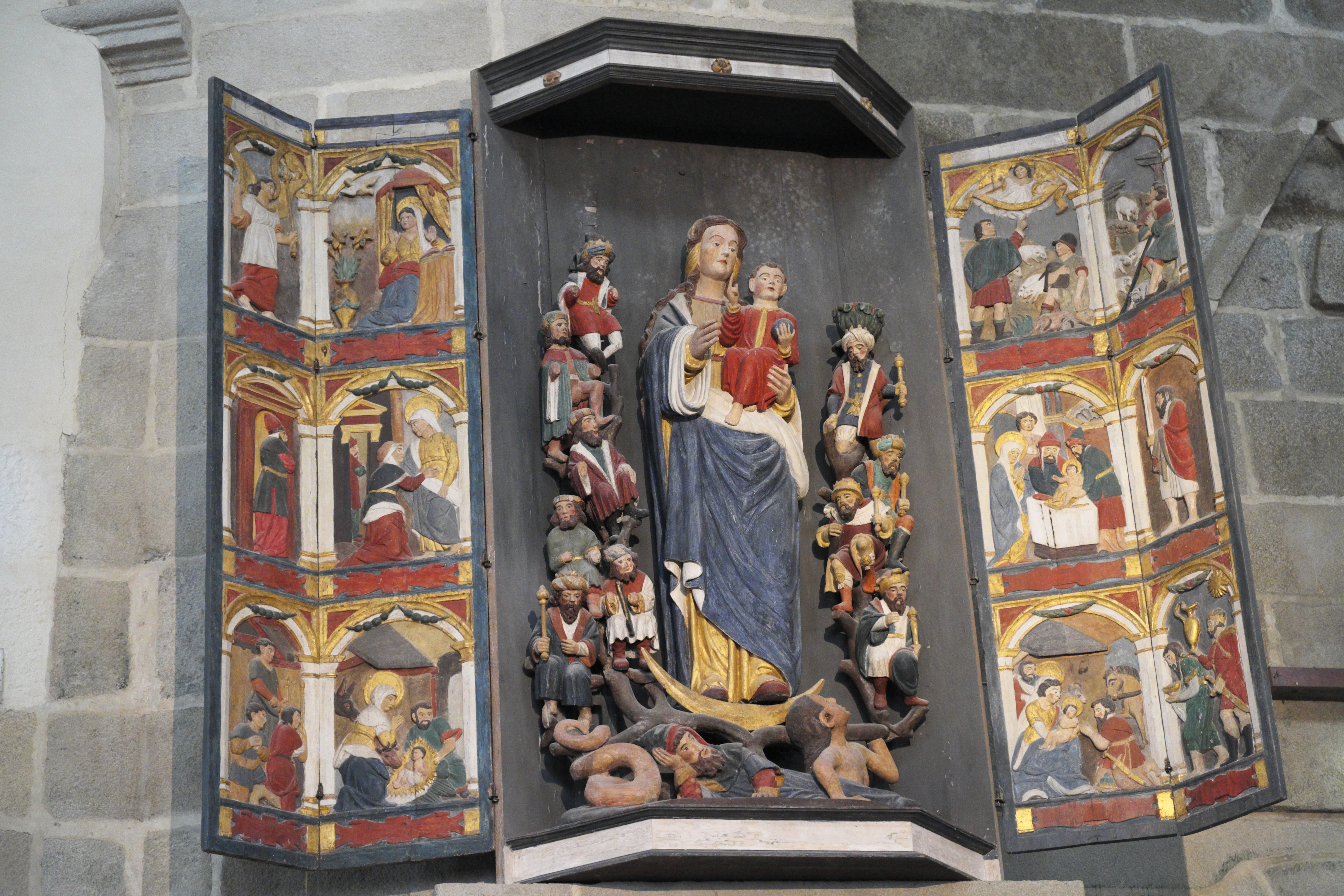
Notre-Dame de Bon Secours

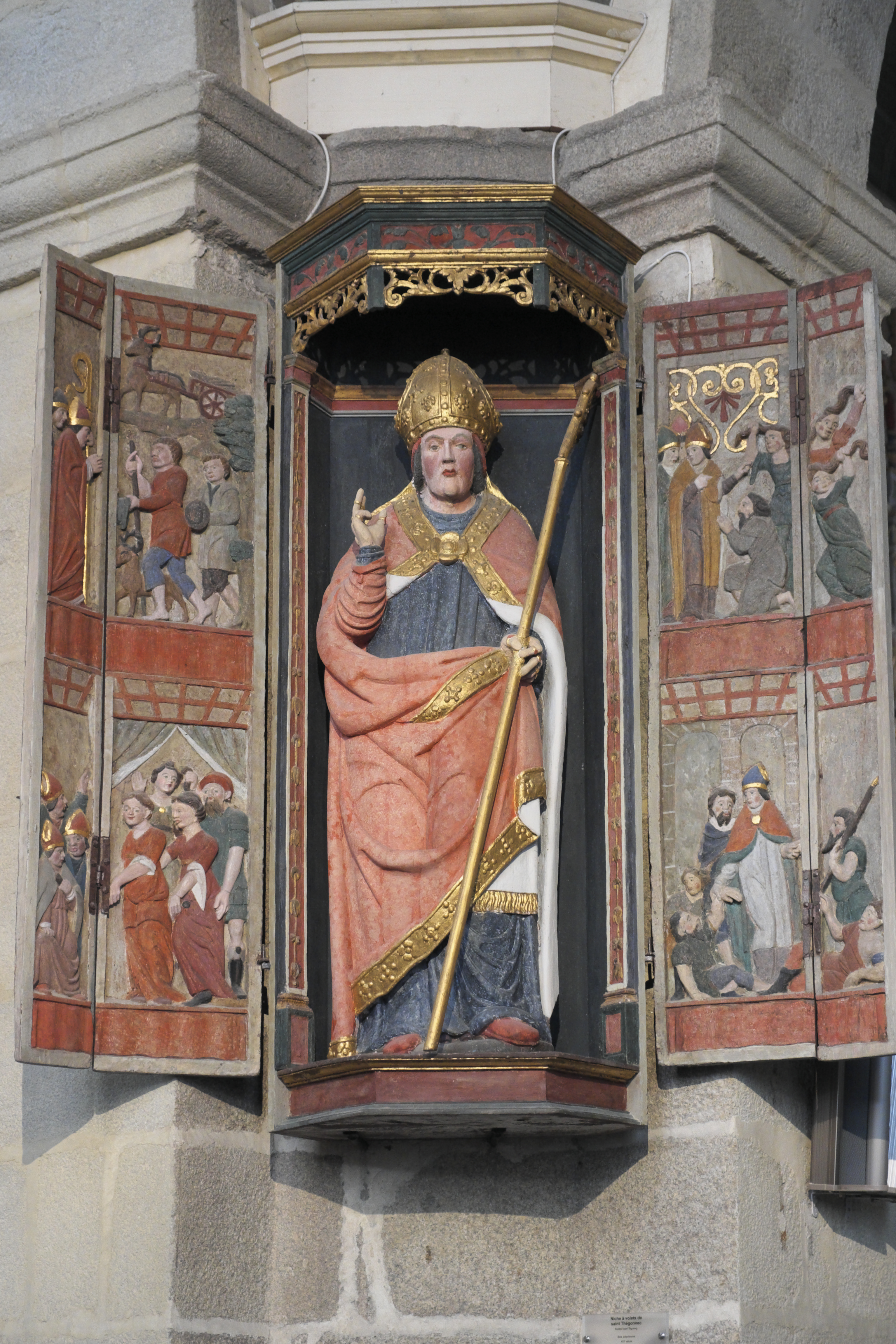
Heiliger Thégonnec

- Die beiden Seitenaltäre, der Altar Notre-Dame-du-Vrai-Secours (Unsere Liebe Frau von der wahren Hilfe)[2] und der Johannes-der-Täufer-Altar, wurden im Jahr 1668 in der gleichen Werkstatt geschaffen. Der Marienaltar wurde beim Brand im Jahr 1998 stark beschädigt und originalgetreu wieder hergestellt.
- Der Rosenkranzaltar[3] im nördlichen (falschen) Querhaus ist eine Arbeit aus dem Jahr 1639 und besteht aus zwei Teilen. Der untere Teil stellt Maria dar, die dem heiligen Dominikus und der heiligen Katharina von Siena den Rosenkranz überreicht. Die Szene ist von 15 Medaillons umgeben, auf denen die Geheimnisse des Rosenkranzes dargestellt sind. Seitlich stehen der Kirchenpatron, der heilige Thégonnec, und ein weiterer Bischof. Im oberen Teil empfehlen Maria und der heilige Laurentius eine Seele, die im Fegefeuer schmort, Jesus. Links sieht man den französischen König Ludwig XIV. und rechts einen Schutzengel mit einem Kind.
- Der Sakramentsaltar[4] im südlichen (falschen) Querhaus besteht ebenfalls aus zwei Teilen. Der untere Teil mit dem Gemälde der Geburt Christi wurde 1662/64 geschaffen und war ehemals der Choraltar. Links am Altar steht eine Madonna mit Kind, rechts der heilige Thégonnec. Der obere Teil, auf dem ein Relief die Anbetung der Hostie darstellt, stammt von 1732.
- Die beiden hölzernen Wandschränke, mit einer Madonna mit Kind Notre-Dame de Bon Secours (Unsere Liebe Frau von der guten Hilfe)[5] und dem heiligen Thégonnec[6], sind Arbeiten aus dem 16. Jahrhundert. Bei beiden Schränken sind die Innenseiten der Türen mit flachen, farbigen Reliefs verziert, mt Szenen aus dem Leben des heiligen Thégonnec und mit Szenen aus dem Leben Mariens. Die Madonnenfigur steht auf der Wurzel Jesse, seitlich sind die Könige Israels und Judas dargestellt.

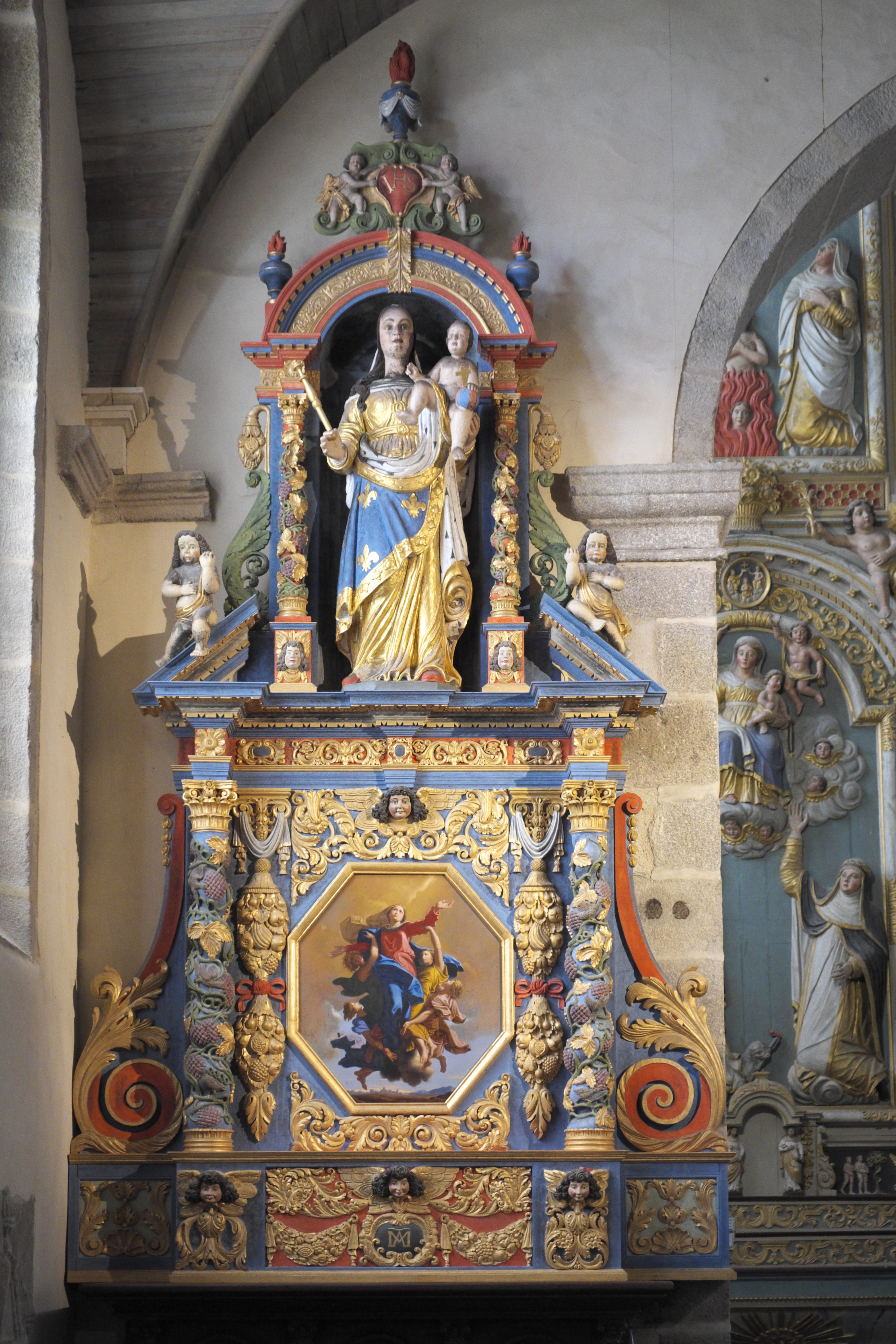
Altar Notre-Dame-du-Vrai-Secours
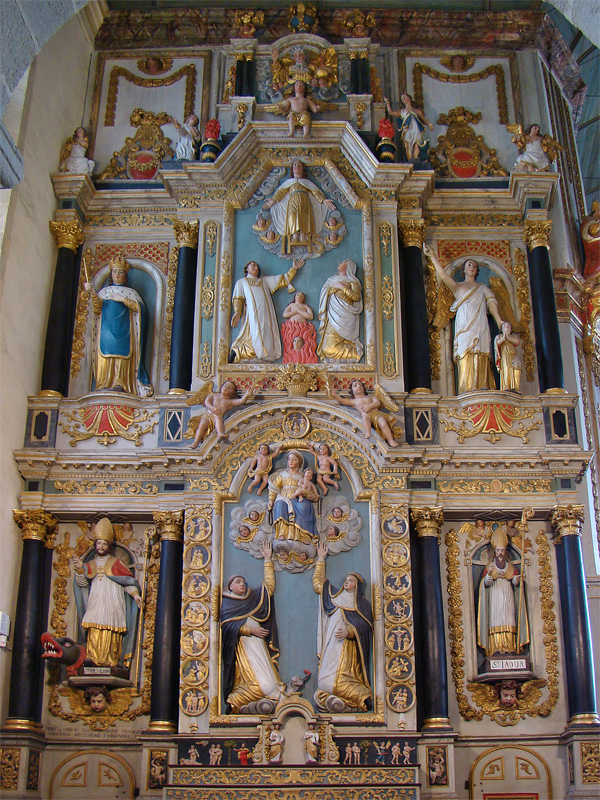
Rosenkranzaltar
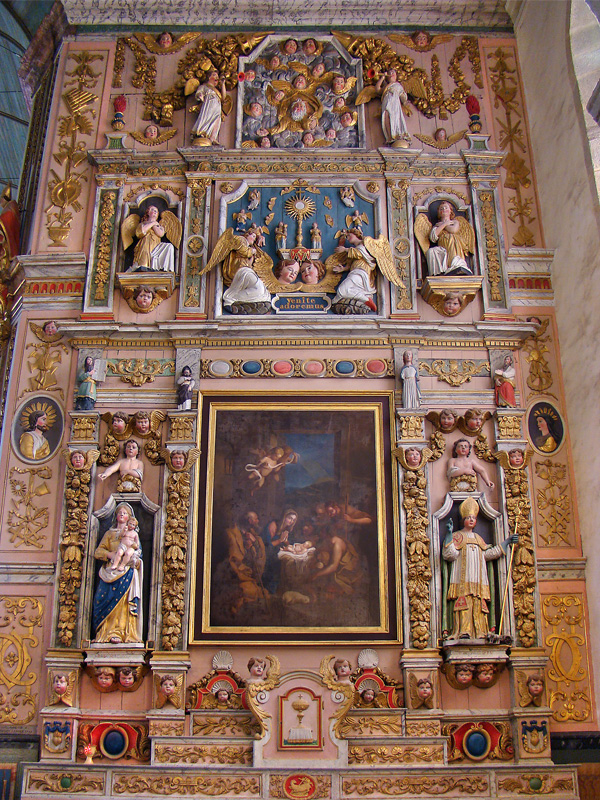
Sakramentsaltar
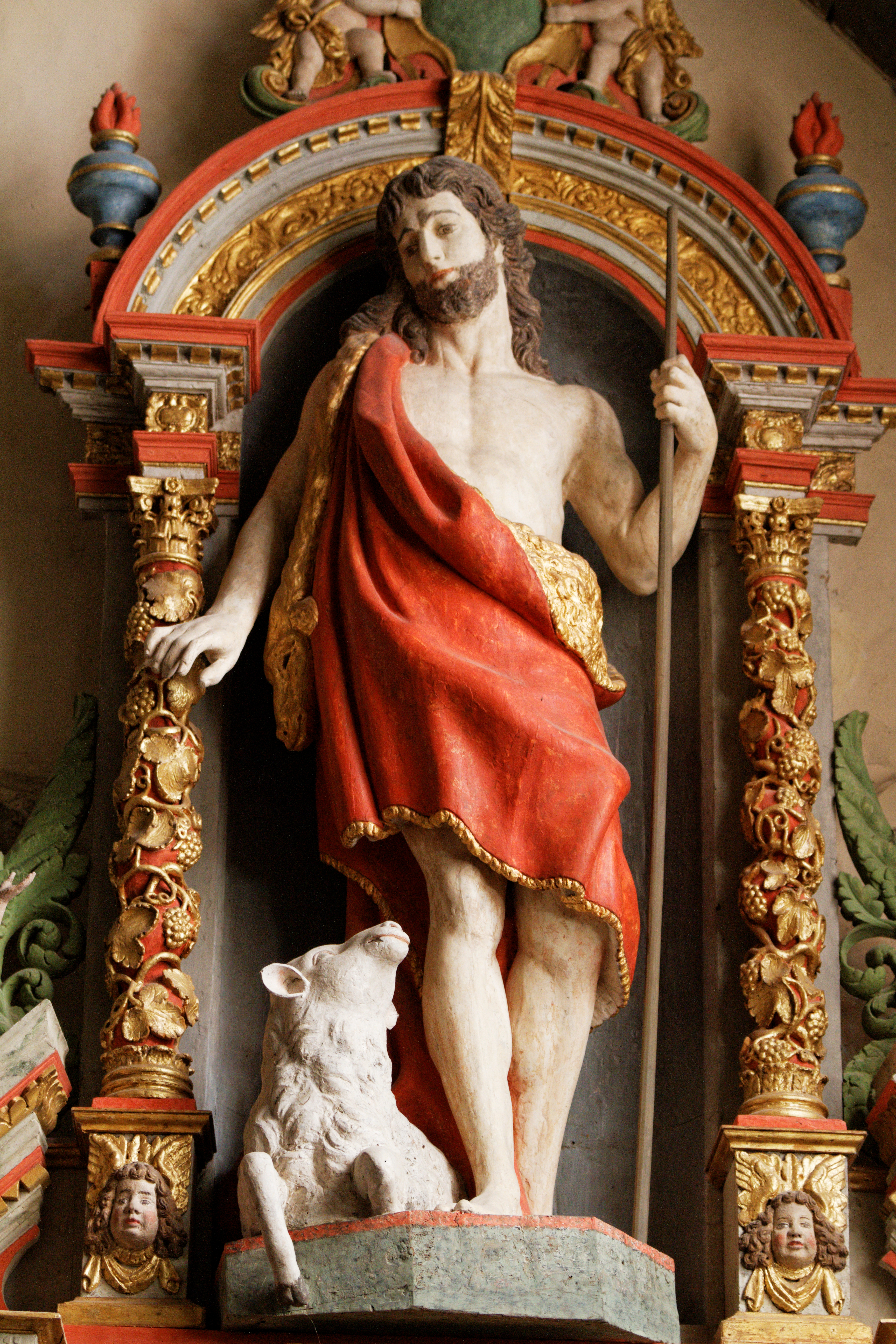
Altar Johannes des Täufers

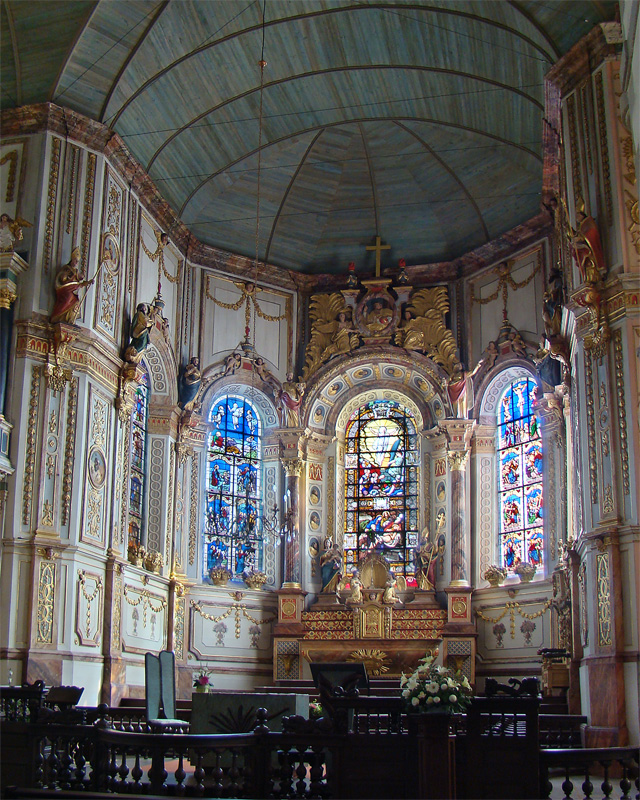
Chor

- Die farbig gefasste Kreuzigungsgruppe[7] auf dem Triumphbalken wird ins 17. Jahrhundert datiert.
- Der ursprüngliche Kanzelkorb wurde 1683, der Schalldeckel 1732 angefertigt.[8] Bei einem Brand im Jahr 1998 wurde die Kanzel stark beschädigt, sie wurde anschließend originalgetreu wieder hergestellt.
- Der Dreisitz ist eine Schnitzarbeit aus dem 17. Jahrhundert. Auf den drei Medaillons sind die Krönung Davids durch Samuel, die Opferung Isaaks und König David dargestellt.[9]
- Die Holztäfelung im Chor wurde um 1730 eingebaut.
- Das Taufbecken stammt von 1783/84.

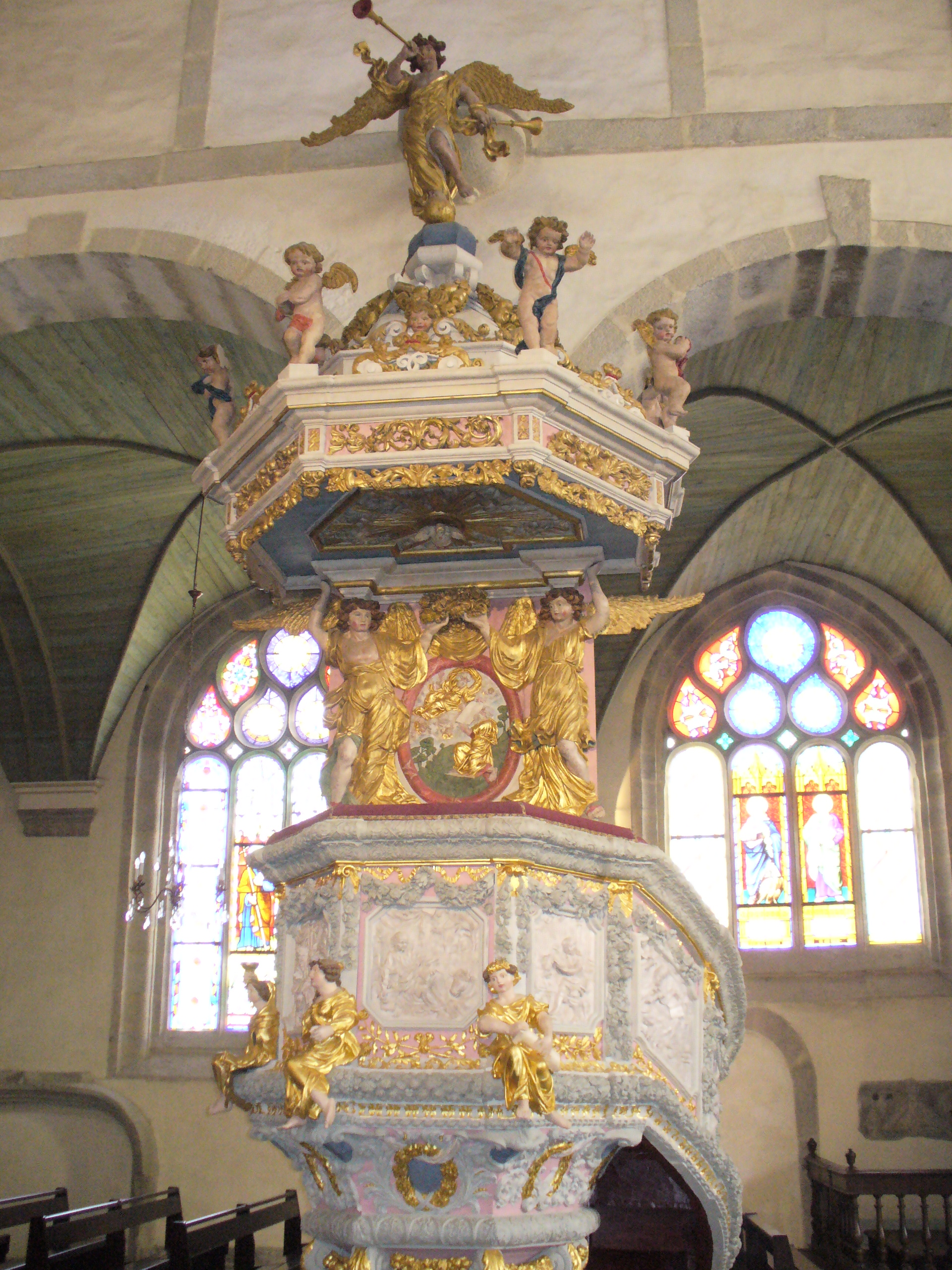
Kanzel
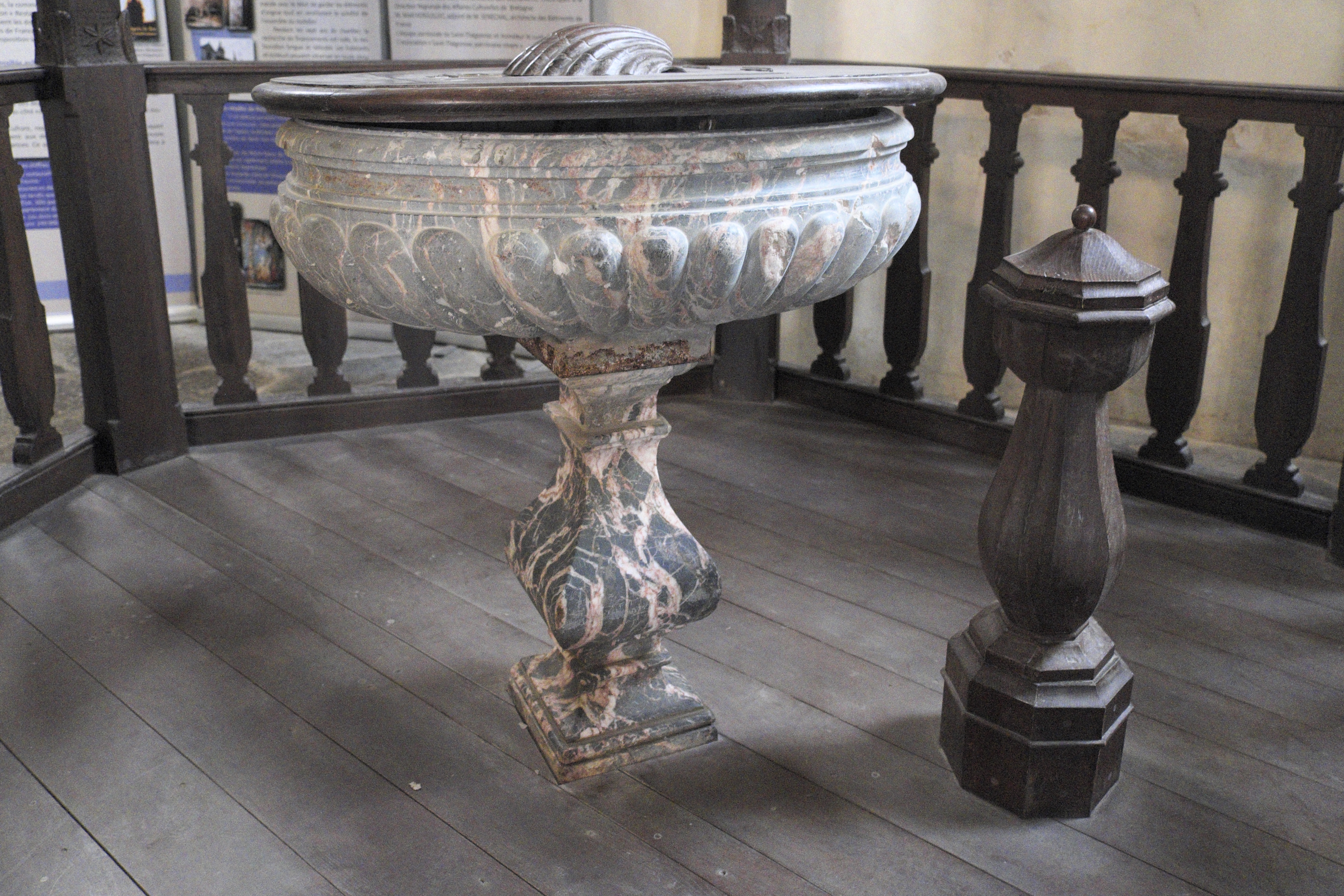
Taufbecken
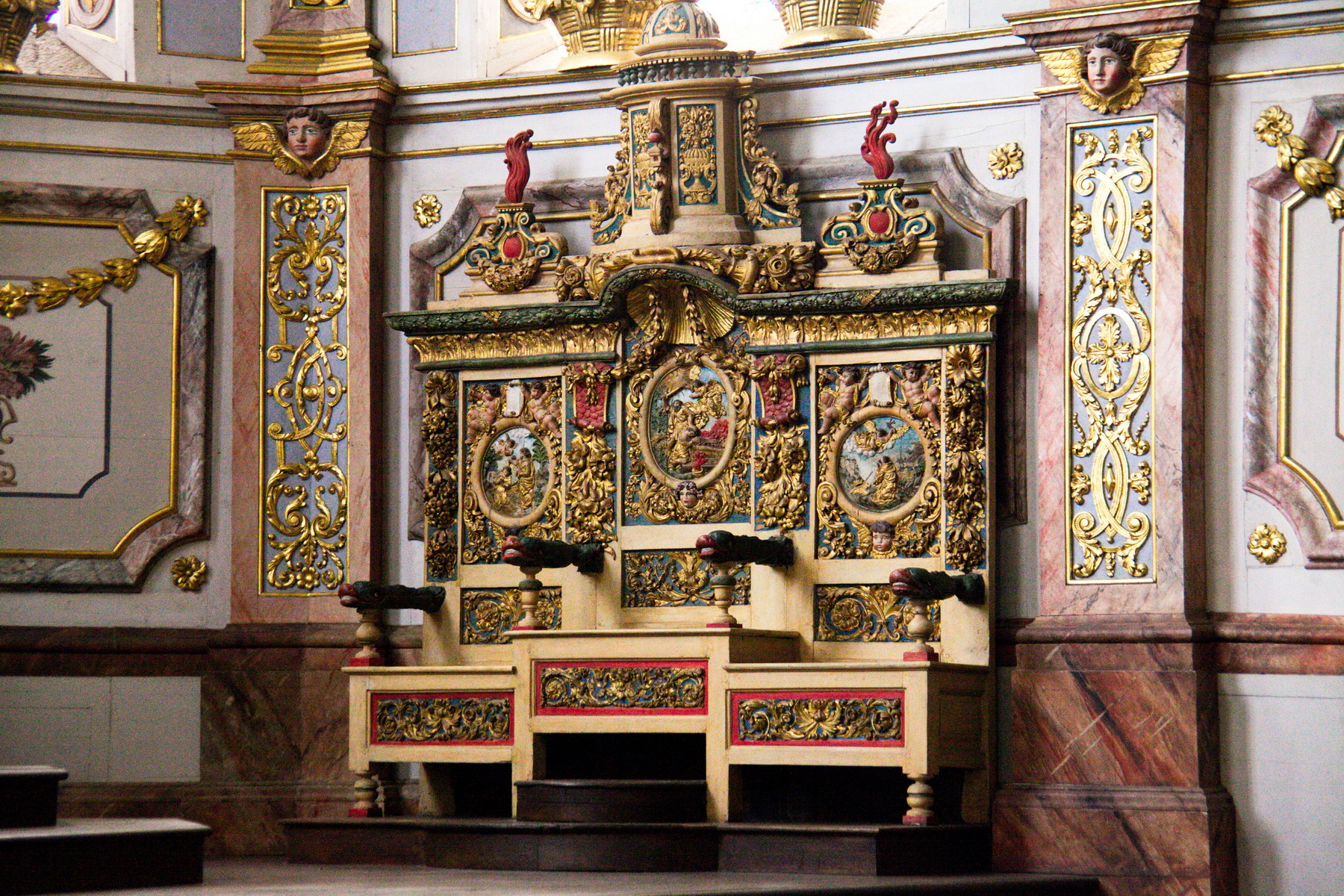
Dreisitz

## Orgel

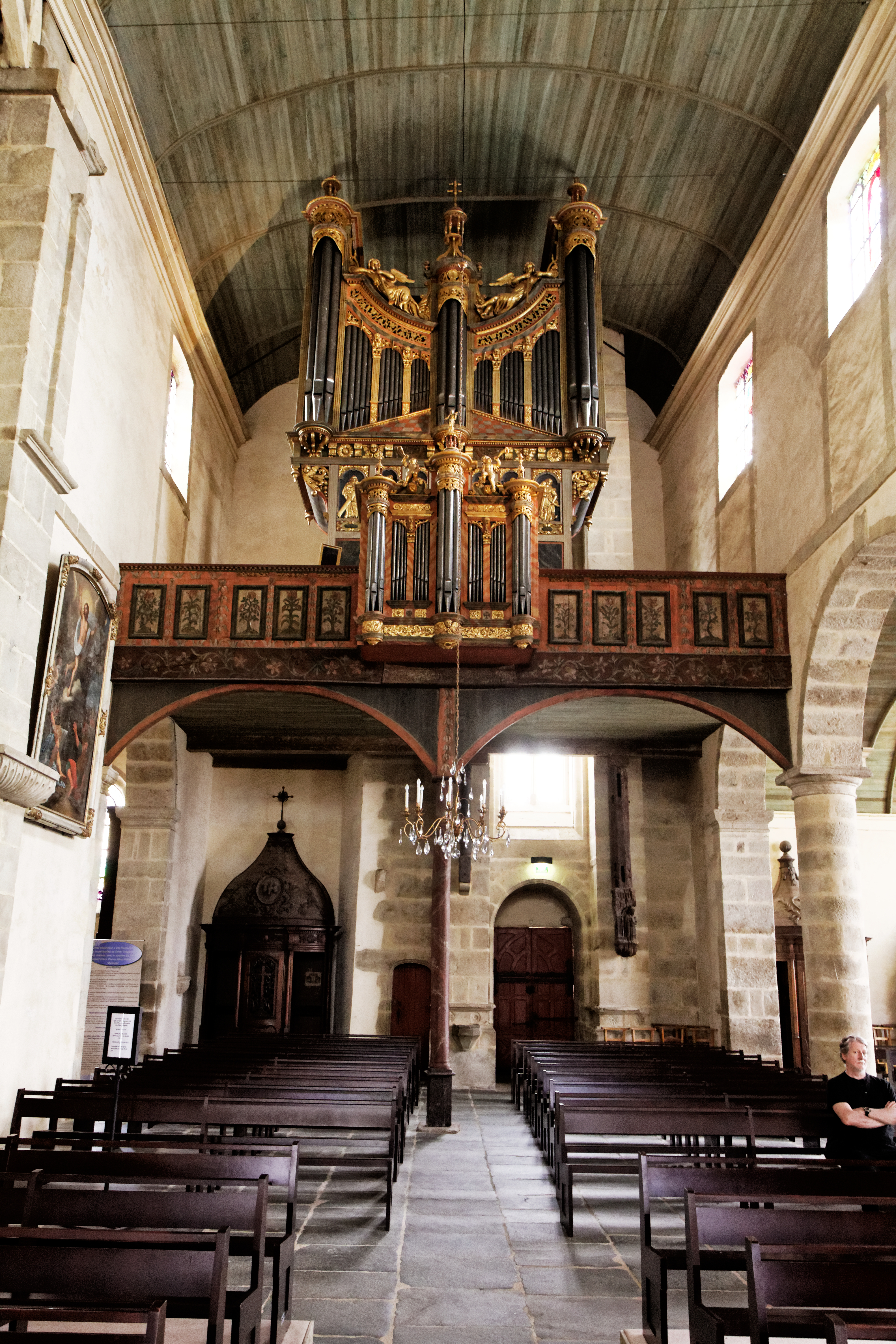
Orgel

Die Orgel ist ein Werk des Orgelbauers Jacques Mascard, eines Schülers von Robert Dallam. Sie wurde in den Jahren 1670 bis 1676 eingebaut.